# Myosotis cameroonensis
Myosotis cameroonensis är en strävbladig växtart som beskrevs av Martin Roy Cheek och R.Becker. Myosotis cameroonensis ingår i släktet förgätmigejer, och familjen strävbladiga växter. Inga underarter finns listade i Catalogue of Life.